# Радиоуглеродное датирование
Радиоуглеро́дное дати́рование — разновидность метода радиоизотопного датирования, применяемая для определения возраста органических останков путём измерения содержания в материале радиоактивного изотопа 14C по отношению к стабильным изотопам углерода. Метод радиоуглеродного датирования предложен Уиллардом Либби в 1946 году, за что ему была присуждена Нобелевская премия по химии 1960 года. Метод основан на том, что живые организмы поглощают вместе с пищей и нерадиоактивный, и радиоактивный углерод, который постоянно вырабатывается в атмосфере из-за воздействия космических лучей на атмосферный азот.  После гибели животного или растения обмен углеродом с окружающей средой прекращается, 14C в останках постепенно распадается, и по его остаточной удельной активности можно оценить время гибели организма. Для уточнения возраста необходимо использовать калибровочные кривые. В 2020 году были приняты новые версии калибровочных кривых для Северного полушария (IntCal20), Южного полушария (SHCal20) и морских образцов (Marine20), которые позволяют калибровать образцы возрастом до 55 000 лет.

## Физические основания
Углерод, будучи одним из основных элементов в составе биологических организмов, присутствует в земной атмосфере в виде стабильных изотопов 12C (98,89 %) и 13C (1,11 %) и радиоактивного 14C, который присутствует в следовых количествах (около 10−10 %). Изотоп 14C постоянно образуется в основном в верхних слоях атмосферы на высоте 12—15 км при столкновении вторичных нейтронов от космических лучей с ядрами атмосферного азота:
{\displaystyle n+\mathrm {^{14}_{7}N} \rightarrow \mathrm {^{14}_{6}C} +p.}
В среднем в год в атмосфере Земли образуется около 7,5 кг радиоуглерода при общем его количестве ~75 тонн.
Образование радиоуглерода вследствие естественной радиоактивности на поверхности Земли пренебрежимо мало.
Радиоизотоп углерода 14C испытывает β−-распад с периодом полураспада T1/2 = 5,70 ± 0,03 тыс. лет, постоянная распада λ = 1,216·10−4 год−1:
{\displaystyle \mathrm {^{14}_{6}C} \rightarrow \mathrm {^{14}_{7}N} +e^{-}+{\bar {\nu }}_{e}.}
Соотношение радиоактивного и стабильных изотопов углерода в атмосфере и в биосфере примерно одинаково из-за активного перемешивания атмосферы, поскольку все живые организмы постоянно участвуют в углеродном обмене, получая углерод из окружающей среды, а изотопы, в силу их химической неразличимости, участвуют в биохимических процессах практически одинаковым образом.
Удельная активность углерода в живых организмах, обменивающихся углеродом с атмосферным резервуаром, соответствует атмосферному содержанию радиоуглерода и составляет 13,56 ± 0,07 распада в минуту на грамм углерода. С гибелью организма углеродный обмен прекращается. После этого стабильные изотопы сохраняются, а радиоактивный (14C) постепенно распадается, в результате его содержание в останках постепенно уменьшается. Зная исходное соотношение содержания изотопов в организме и определив их текущее соотношение в биологическом материале масс-спектрометрическим методом или измерив активность методами дозиметрии, можно установить время, прошедшее с момента гибели организма.

## Использование
Для определения возраста из фрагмента исследуемого образца выделяется углерод (путём сжигания предварительно очищенного фрагмента), для выделенного углерода производится измерение радиоактивности, на основании этого определяется соотношение изотопов, которое и показывает возраст образцов. Образец углерода для измерения активности обычно вводится в газ, которым наполняется пропорциональный счётчик, либо в жидкий сцинтиллятор. В последнее время для очень малых содержаний 14C и/или очень малых масс образцов (несколько мг) используется ускорительная масс-спектрометрия, позволяющая прямо определять содержание 14C. На 2020 год предельный возраст образца, который может быть откалиброван радиоуглеродным методом — около 55 000 лет, то есть около 10 периодов полураспада. При этом реальные пограничные значения метода составляют около 40 000 лет из-за высокой вероятности загрязнения материала более молодым или, реже, более древним углеродом после его захоронения или при отборе. За это время содержание 14C уменьшается почти в 1000 раз (до около 1 распада в час на грамм углерода). Из-за эффекта плато верхняя планка ограничения датирования составляет около 300 лет.
Измерение возраста предмета радиоуглеродным методом возможно только тогда, когда соотношение изотопов в образце не было нарушено за время его существования, то есть образец не был загрязнён углеродсодержащими материалами более позднего или более раннего происхождения, радиоактивными веществами и не подвергался действию сильных источников радиации. Определение возраста таких загрязнённых образцов может дать огромные ошибки. За прошедшие с момента разработки метода десятилетия накоплен большой опыт в выявлении загрязнений и в очистке от них образцов. Для датирования из образцов химическими методами выделяют наименее подверженные загрязнению компоненты. При радиоуглеродном анализе растительных остатков используется целлюлоза, а при датировании костей, рогов и других животных остатков выделяется коллаген. Возможно также датирование по остаткам жирных кислот, таких как пальмитиновая и стеариновая, например, керамики. Стандартное отклонение на 2019 год находится в пределах от 24 лет (образцы начала XV века) до 1600 лет (образцы ~47 тысячелетия до н. э.).
Один из наиболее известных случаев применения радиоуглеродного метода — исследование фрагментов Туринской плащаницы, проведённое в 1988 году, одновременно в нескольких лабораториях слепым методом. Радиоуглеродный анализ позволил датировать плащаницу периодом XI—XIII веков. Скептики считают такой результат подтверждением того, что плащаница — средневековая подделка. Сторонники же подлинности реликвии объясняют полученные данные загрязнением плащаницы углеродом при пожаре и последующей стиркой в кипящем масле в XVI веке.

## Калибровка и точность метода
Исходные предположения Либби, на которых строится метод радиоуглеродного датирования, заключаются в том, что соотношение изотопов углерода в атмосфере во времени и пространстве не меняется, а содержание изотопов в живых организмах в точности соответствует текущему состоянию атмосферы. Однако, как было установлено в дальнейшем, эти предположения справедливы лишь приблизительно. Содержание изотопа 14C в атмосфере зависит от многих факторов, таких как:
- интенсивность космических лучей и активности Солнца;
- широта местности;
- состояние атмосферы и магнитосферы;
- вулканическая деятельность (углерод, содержащийся в вулканических выбросах, «древний», практически не содержащий 14C);
- круговорот углекислого газа в природе;
- проведение атмосферных ядерных испытаний, создавших в 1950—1960-х годах существенный выброс (около 0,5 тонны) радиоуглерода в атмосферу (бомбовый эффект);
- сжигание большого количества ископаемых топлив (углерод, содержащийся в нефти, природном газе и угле — «древний», практически не содержащий 14C) — так называемый эффект Зюсса[англ.], возникший с началом промышленной революции в XIX веке.

Два последних фактора делают невозможным проведение точного радиоуглеродного датирования для образцов XX века.
Кроме того, исследования показали, что из-за разницы в атомных массах изотопов углерода химические реакции и процессы в живых организмах идут с немного разными скоростями, что нарушает естественное соотношение изотопов (так называемый эффект изотопного фракционирования). Ещё один важный эффект (резервуарный эффект) — замедленное достижение радиоуглеродного равновесия в Мировом океане из-за его медленного обмена углеродом с атмосферным резервуаром — приводит, если не учитывать поправок, к кажущемуся увеличению возраста остатков морских организмов, а также тех сухопутных организмов, чья диета в основном состояла из морской пищи. Понимание процессов, связанных с углеродным обменом в природе и влиянием этих процессов на соотношение изотопов в биологических объектах, было достигнуто не сразу. Таким образом, использование радиоуглеродного метода без учёта этих эффектов и вносимых ими поправок способно породить значительные ошибки (порядка тысячелетия), что часто происходило на ранних этапах развития метода, до 1970-х годов.
Радиоуглеродное датирование требует большой осторожности при отборе и подготовке образцов. В 2014 году Томас Хайэм с соавторами предположили, что опубликованные даты неандертальских артефактов ошибочны из-за загрязнения образцов «молодым углеродом».
В настоящее время для получения максимально возможных точных дат возможно их калибрование, учитывающее изменение соотношения изотопов в органике различных эпох и географических регионов, а также специфику накопления радиоактивных изотопов в живых существах и растениях. Для калибровки дат используется определение соотношения изотопов для органики, возраст которой заведомо известен. Одним из источников калибровочных данных является дендрохронология. Процедура сужения стандартного отклонения до первых десятелетий методом дендрохронологического датирования получила название wiggle matching (метод согласования вариаций или метод стыковки флуктуаций) и позволяет получить более узкий диапазон, чем даёт калибровочная кривая с эффектом плато (см. например гальштатское плато). Отчётливый изотопный след от солнечной бури 993/994 года был обнаружен в архивах годовых колец со всего мира (см. События Мияке). Также проведены сопоставления определения возраста образцов радиоуглеродным методом с результатами других изотопных методов датирования. Сейчас в качестве стандартной калибровочной кривой используется IntCal, первая версия которой опубликована в 1998 году (см. рис.). Следующие уточнённые версии калибровочной кривой, используемой для пересчёта измеренного радиоуглеродного возраста образца в календарный возраст, опубликованы в 2004, 2009 и 2013 году. Калибровочная кривая IntCal13 построена отдельно для северного и южного (SHCal13) полушарий, она охватывает последние 50 000 лет и получена на основании прямых измерений ряда древесных колец деревьев (последние 12 000 лет), годовых приростов кораллов и отложений фораминифер. Сравнение отложений на дне японского озера Суйгецу за период с 12 000 до 40 тысяч лет назад с информацией, полученной дендрохронологами при подсчете древесных колец, привело к внесению поправок, сдвинувших данные в прошлое на 300—400 лет. Калибровка для морских объектов выполняется по отдельной кривой Marine13, поскольку скорость обмена углерода в морском резервуаре медленнее атмосферного.
По состоянию на 2019 год предельная точность радиоуглеродного датирования составляет 15 лет (два стандартных отклонения, доверительная вероятность 95 %), при этом для большинства временных периодов за последние три тысячи лет погрешность измерения, обусловленная погрешностями калибровочной кривой, составит не менее 50 лет, а за последние десять тысяч лет — не менее 100 лет. Меньшая погрешность достигается в периоды, когда содержание 14С в атмосфере относительно быстро изменяется (крутые участки калибровочной кривой), тогда как на пологих участках калибровочной кривой чувствительность метода хуже. Погрешность зависит также от состояния образцов и от химического окружения, в котором они находились. При профессиональной экспертизе радиоуглеродным методом эксперт обычно указывает доверительный интервал, в рамках которого находится погрешность определяемого возраста конкретного образца.
Следует отметить, что в определении радиоуглеродного возраста с использованием калибровочной кривой используется условный «период полураспада Либби» для 14C, равный по соглашению 5568 годам. Он отличается от периода полураспада 5,70 ± 0,03 тыс. лет, усреднённого по наиболее точным лабораторным измерениям и цитируемого в ядерно-физических базах данных. Это соглашение принято в 1962 году, чтобы сохранить совместимость с ранними работами. Отличие условного периода полураспада от действительного уже учтено в калибровочных кривых, так что получаемый по ним калиброванный радиоуглеродный возраст согласован с абсолютной астрономической шкалой времени (но это не так для условного «некалиброванного» или «конвенционального» возраста, входного параметра калибровочной кривой).

## Критика метода
Несмотря на то, что радиоуглеродное датирование уже давно вошло в научную практику и достаточно широко используется, в околонаучных публикациях и в Интернете встречается критика этого метода, ставящая под сомнение правомерность его применения для датирования исторических артефактов (в особенности более позднего периода). Как правило, радиоуглеродный метод критикуется сторонниками «научного креационизма», «Новой хронологии» и других псевдонаучных концепций. Некоторые примеры возражений против радиоуглеродного датирования приведены в разделе Критика естественно-научных методов в «Новой хронологии» Фоменко. Обычно такая критика радиоуглеродного анализа основывается на самых ранних научных публикациях, отражавших состояние методологии в 1960-х годах, и на непонимании основ метода и особенностей калибровки.

## Влияние выброса ископаемого углерода
В 2015 году Х. Грейвен (Имперский колледж Лондона) подсчитал, что дальнейшее сжигание ископаемого топлива в существующем темпе из-за эмиссии в атмосферу «древнего» углерода приведёт к неотличимости по радиоуглеродному методу современных образцов от более древних (хотя на образцы, возникшие до индустриализации и не обменивающиеся углеродом с атмосферой, этот эффект, разумеется, не влияет). В настоящее время выброс в атмосферу ископаемого углерода приводит к кажущемуся «старению» атмосферного углерода примерно на 30 лет в год.